# Усадьба Лизогубов (Чернигов)
Усадьба Лизогубов — утраченный объект культурного наследия в Чернигове. 

## Описание
Усадьба сооружена в начале 18 века с северной стороны Глуховского пути на Застриженье. Состояла из главного дома, флигеля, каменицы и сада. Главный дом был сооружен не позже конца 18 века. 
Деревянный, одноэтажный, П-образный в плане дом. Главный фасад симметричный, что подчёркивают два боковых фронтона. Дом располагался на Восточночешской улице (современная улица Александра Молодчего) № 1 — севернее дома офицеров (Дом гражданского губернатора). Дом был поврежден во время Великой Отечественной войны. Не восстанавливался и был разобран в 1987 году.
В начале 19 века у владельца усадьбы Андрея Ивановича Лизогуба неоднократно гостевал Т. Г. Шевченко. В этом доме также жил сын Андрея Ивановича Дмитрий Андреевич Лизогуб.